# اسکندر حجتی
اسکندر حجتی، مشهور به حُجی‌جون، (درگذشته ۱۴ اردیبهشت ۱۳۹۸) بازیگر سینما و تئاترهای موزیکال و شخصیت «حُجی جون» تلویزیون‌های فارسی‌زبان در لس آنجلس بود. برنامه‌های او از جمله با شهناز تهرانی، هنرپیشه سینما و تئاتر در ایران بود.

## آغاز فعالیت هنری
فعالیت هنری خود را از ۱۲ سالگی با تئاتر شروع کرد سپس همزمان وارد رقص فولکلوریکو و آواز در کاباره میامی و کاباره شکوفه شد. حجتی مدتی در تئاتر گلشن مشهد بود سپس در تئاتر نصر و تئاتر دهقان درخشید و در کنار آن کار طراحی و دوخت لباس‌های ویژه برای هنرمندان را انجام می‌داد.

## ازدواج و فرزندان
اسکندر حجتی در ۲۳ سالگی ازدواج کرد که صاحب یک دختر و یک پسر شد.

## مهاجرت به آمریکا
وی در سال ۱۳۵۳ ایران را به مقصد لس آنجلس به همراه مادر و دو فرزندش ترک کرد و در برنامه‌های تلویزیونی تلویزیون ایران به مدیریت حمید شب‌خیز و شوهای تلویزیونی طنین و موزیک ویدئوهای شرکت کلتکس رکوردز حضور داشت. اغلب با شهناز تهرانی در تلویزیون دیده می‌شد و همکاری‌هایی با هنرمندانی چون بهمن مفید و مرتضی عقیلی داشت.

## درگذشت
اسکندر حجتی در ۱۴ اردیبهشت ۱۳۹۸ در لس آنجلس درگذشت. مراسم خاکسپاری او ۲۰ اردیبهشت ۱۳۹۸ با حضور هنرمندان برگزار شد.